# Aladdin (film, 2019)
Pour les articles homonymes, voir Aladin.
Pour plus de détails, voir Fiche technique et Distribution.
Aladdin est un film d'aventures fantastique américain coécrit et réalisé par Guy Ritchie et sorti en 2019. Il s'agit de l’adaptation en prise de vues réelles du film d'animation du même nom sorti en 1992, dans la lignée des films de Walt Disney Pictures comme Le Livre de la jungle en 2016, La Belle et la Bête en 2017, et Dumbo en 2019.
Tout comme le film d'animation de 1992, il s'inspire du conte Aladin ou la Lampe merveilleuse, traduit en français et intégré au recueil des Mille et Une Nuits par Antoine Galland. C'est un gros succès du box-office mondial : le film récolte plus d'un milliard de dollars de recettes pour un budget de 183 millions de dollars.

## Synopsis
Durant l'un de ses voyages, un marin raconte une histoire à ses deux enfants.
Aladdin, un jeune homme des rues au cœur pur vivant dans le royaume d'Agrabah, en plein milieu du désert, sauve et devient ami avec la princesse Jasmine, qui s'est échappée de son palais pour explorer la ville, fatiguée de la vie qu'elle mène. Pendant ce temps, Jafar, le Grand vizir, souhaite remplacer le père de Jasmine en tant que sultan. Il cherche une lampe magique cachée dans la Caverne aux Merveilles qui lui permettrait d'exaucer ses souhaits. Seule une personne peut y entrer, un « diamant d'innocence », qui se révèle être Aladdin. Ce dernier est capturé par Jafar, qui le persuade de récupérer la lampe. Dans la Caverne, Aladdin trouve un tapis volant et trouve la lampe. Il la donne à Jafar, qui le trahit et le jette dans la caverne. Néanmoins, Abu, le singe de compagnie d'Aladdin, a le temps de voler la lampe à Jafar.
Enfermé dans la caverne, Aladdin frotte la lampe et invoque accidentellement le Génie, un être quasiment omnipotent. Ce dernier lui explique qu'il a le pouvoir d'exaucer trois vœux d'Aladdin. Après être sortis de la caverne, Aladdin utilise son premier vœu afin de devenir un prince et d'impressionner Jasmine, et promet d'utiliser son troisième vœu pour libérer le Génie de la servitude.
Aladdin entre dans Agrabah sous l'identité du Prince Ali Ababoua, nom d'un royaume imaginaire, et ceci dans un spectacle extravagant qui n'impressionne pas Jasmine. Les deux héros se rapprochent quand Aladdin emmène Jasmine sur son tapis volant pour lui montrer le monde qu'elle souhaite explorer. Quand elle devine sa véritable identité, il parvient à la persuader qu'il est un prince qui se déguise en mendiant pour échapper à la vie royale. Jafar découvre la véritable identité d'Aladdin et jette ce dernier dans la mer, mais le Génie le sauve au prix de son deuxième vœu. Le Génie reproche à Aladdin de ne pas être fidèle à lui-même.
Le plan de Jafar est découvert et il est arrêté. Iago, le perroquet de compagnie de Jafar, aide ce dernier à le libérer. Jafar vole la lampe à Aladdin et devient le nouveau maître du Génie. Il utilise ses deux premiers vœux pour devenir sultan, puis pour devenir le sorcier le plus puissant du monde. Il dévoile la véritable identité d'Aladdin à Jasmine et l'exile dans un désert de glace. Il menace de tuer le père de Jasmine à moins qu'elle n'accepte de l'épouser. Lors de la cérémonie de mariage, Aladdin et Abu reviennent, sauvés par le tapis volant, et Jasmine vole la lampe. Jafar transforme Iago en un oiseau semblable à un rokh afin qu'il les chasse, et il parvient à les rattraper.
Alors que tout espoir semble perdu, Aladdin raille Jafar en lui disant qu'il est moins puissant que le Génie, ce qui pousse Jafar à utiliser son dernier vœu pour devenir le génie le plus puissant de la Terre. Mais, piégé par la ruse d'Aladdin, en devenant un génie, Jafar est maintenant relié à une lampe magique. Aladdin arrive alors à l'y emprisonner, ainsi qu'Iago. Le royaume retrouve la paix et l'harmonie, le Génie bannit la lampe de Jafar et conseille à Aladdin d'utiliser son troisième et dernier vœu pour redevenir un prince afin d'épouser Jasmine. Aladdin décide alors de tenir sa promesse et libère le Génie, qui devient humain. Le sultan déclare Jasmine comme nouvelle sultane, qui change la loi pour pouvoir épouser Aladdin. Le Génie part alors explorer le monde avec Dahlia, la servante de Jasmine (qui se révèlent alors être les deux propriétaires du bateau sur lequel le marin raconte l'histoire au début du film), alors qu'Aladdin et Jasmine se marient et commencent une nouvelle vie ensemble.

## Fiche technique
Sauf indication contraire, les informations mentionnées dans cette section peuvent être confirmées par la base de données cinématographiques IMDb,  présente dans la section « Liens externes ».
- Titre original : Aladdin
- Réalisation : Guy Ritchie
- Scénario : John August et Guy Ritchie, d'après Aladin ou la Lampe merveilleuse et Les Mille et Une Nuits
- Musique : Alan Menken
- Direction artistique : Steve Summersgill
- Décors : Gemma Jackson
- Costumes : Michael Wilkinson
- Photographie : Alan Stewart
- Montage : James Herbert
- Production : Jonathan Eirich et Dan Lin
- Sociétés de production : Walt Disney Pictures, Lin Pictures, Marc Platt Productions et Rideback
- Société de distribution : Walt Disney Studios Distribution
- Budget : 183 millions de dollars[2]
- Pays de production :  États-Unis
- Langue originale : anglais
- Format : couleur
- Genre : aventure fantastique, musical
- Durée : 128 minutes
- Dates de sortie[3] :
  - France : 8 mai 2019 (avant-première)[4] ; 22 mai 2019 (sortie nationale)
  - Belgique : 22 mai 2019
  - Canada : 23 mai 2019
  - États-Unis : 24 mai 2019

## Distribution
- Will Smith (VF et VQ : Anthony Kavanagh) : Le génie / le marinier
- Mena Massoud (VF : Julien Alluguette ; VQ : Louis-Philippe Berthiaume (dialogues) - Julien Alluguette (chant)) : Aladdin
- Naomi Scott (VF : Hiba Tawaji ; VQ : Geneviève Bédard (dialogues) - Hiba Tawaji (chant)) : La princesse Jasmine
- Marwan Kenzari (VF : Nessym Guetat ; VQ : Adrien Bletton) : Jafar
- Navid Negahban (VF : Omar Yami ; VQ : Denis Mercier) : Le sultan
- Nasim Pedrad (VF : Élisabeth Ventura ; VQ : Annie Girard) : Dalia
- Billy Magnussen (VF : Valéry Schatz ; VQ : Nicholas Savard L'Herbier) : Le prince Anders
- Numan Acar (VF : Thierry Buisson ; VQ : Charles Préfontaine) : Hakim
- Jordan Nash (VF : Isaac Lobé Lebel ; VQ : Mathis Kavanagh) : Omar
- Taliyah Blair (VF : Jaynélia Coadou ; VQ : Estelle Fournier) : Lian
- Amir Boutrous (VF : Boris Rehlinger ; VQ : Éloi Archambaudoin) : Jamal
- Kevin Matadeen : Le marchand de tapis
- Stefan Kalipha (en) (VF : Bernard Alane ; VQ : Marc-André Bélanger) : L'Imam
- Saikat Ahamed (VF : Marc Pérez) : Le geôlier

### Voix originales
- Alan Tudyk : Iago
- Frank Welker : Abu / Rajah / la caverne

### Voix françaises
- Michel Elias : la Caverne / Iago - version définitive

### Voix québécoises
- François Caffiaux : Iago
- Sylvain Hétu : la caverne
- Chœurs: Alain Couture, Catherine Léveillé, Dominique Primeau, Julie Leblanc,  Dominique Côté, Nancy Fortin, Vincent Potel, Vincent Morel, Camille Donda, David Krüger, Olivier Constantin, Richard Rossignol, Arnaud Léonard, Camille Timmerman, Daniel Beretta, Jean-Claude Donda, Olivier Podesta

Sources et légende:Version française (VF) sur AlloDoublage ; version québécoise (VQ) sur Doublage.qc.ca

## Production

### Genèse et développement
En octobre 2016, Guy Ritchie est annoncé comme réalisateur d'un remake en prise de vues réelle du film d'animation Aladdin (1992), développé par Walt Disney Pictures avec Dan Lin à la production. Le studio décrit ce projet comme une version « ambitieuse et non-traditionnelle » des aventures d'Aladdin mais qui reprendrait certains éléments musicaux du film original. Il adoptera par ailleurs une narration non linéaire,.
En juillet 2017, il est révélé que la production d’Aladdin débutera en aout 2017, un mois plus tard que la date initialement prévue, en raison de la difficulté à trouver l'interprète du rôle-titre. Disney engage par ailleurs Vanessa Taylor comme script doctor pour procéder à des réécritures du script initial de John August, principalement pour étoffer les personnages,.

### Attribution des rôles

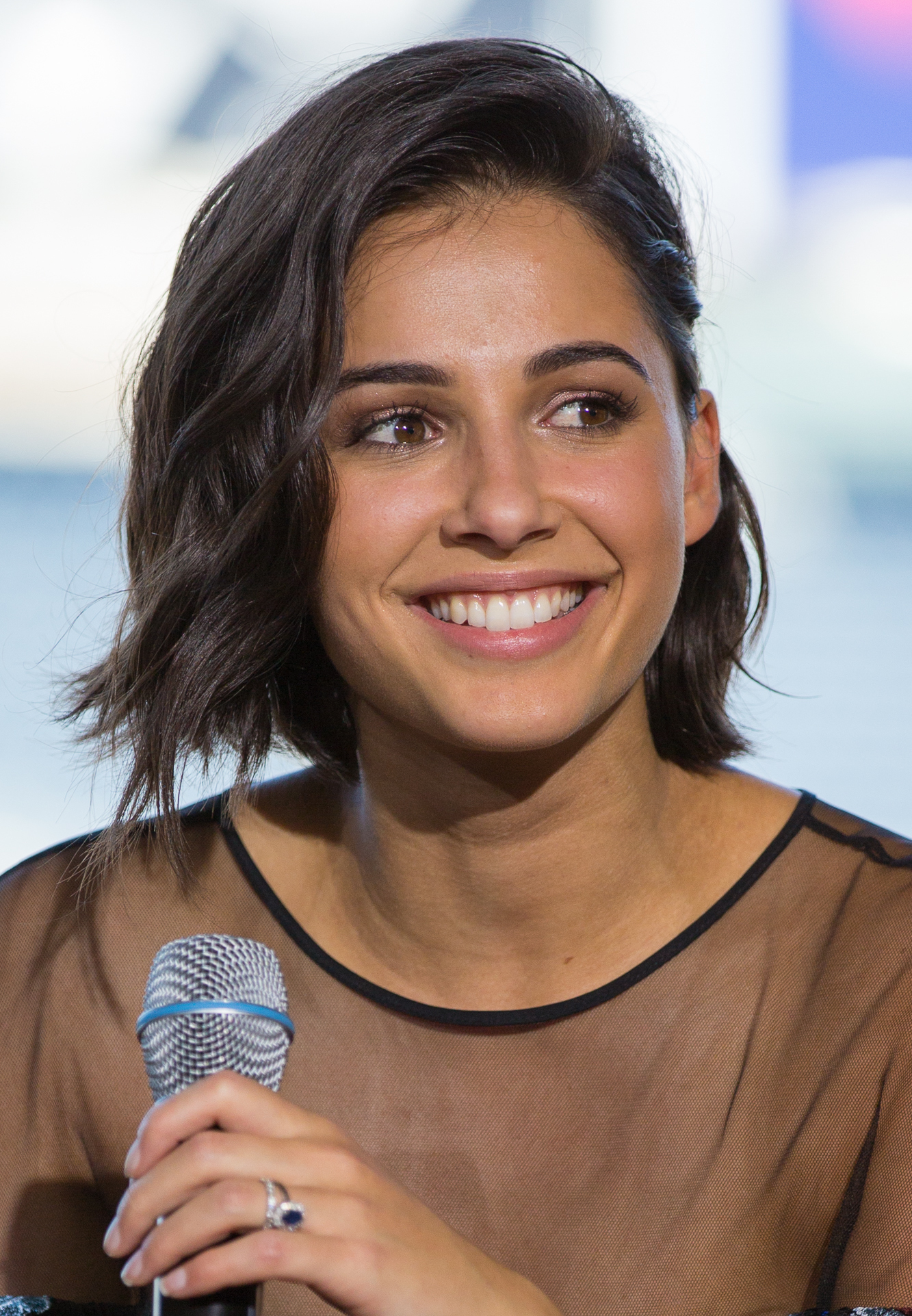
La Britannique Naomi Scott incarne la princesse Jasmine

Une importante audition mondiale débute en mars 2017 pour les rôles d'Aladdin et Jasmine. Environ 2 000 acteurs et actrices sont ainsi auditionnés. Naomi Scott et Tara Sutaria sont annoncées comme étant les deux choix pour le rôle de Jasmine. Dev Patel et Riz Ahmed sont quant à eux envisagés pour Aladdin. Des bouts d'essai filmés sont tournés avec Achraf Koutet, Mena Massoud et George Kosturos. Les producteurs sont alors très hésitants sur les interprètes des deux personnages.
En avril 2017, il est révélé que Will Smith est en négociation pour camper le Génie. Il est confirmé en juillet 2017,,.
En mai 2017, il est annoncé que Jade Thirlwall est en contact pour le rôle de Jasmine. Durant la D23 Expo de juillet 2017, il est annoncé que Mena Massoud et Naomi Scott incarneront respectivement Aladdin et Jasmine, après des mois et des mois d’audiences,.
En août 2017, Marwan Kenzari rejoint la distribution dans le rôle de Jafar, alors que Nasim Pedrad obtient celui d'un personnage créé spécialement pour ce film et décrit comme une domestique et amie de Jasmine. Numan Acar est ensuite annoncé dans la peau du bras-droit de Jafar, Hakim.
En septembre 2017, Billy Magnussen rejoint la distribution pour incarner un personnage inédit, le Prince Anders. Navid Negahban est ensuite confirmé dans le rôle du Sultan, le père de Jasmine.

### Tournage
Le tournage débute en septembre 2017 dans les Longcross Studios dans le comté de Surrey en Angleterre,,. Le 6 septembre 2017, Will Smith publie une première photo en compagnie de Mena Massoud, Naomi Scott et Marwan Kenzari en commentant « Nous commençons aujourd'hui le tournage d’Aladdin et je voulais vous présenter à notre nouvelle famille ».
Quelques séquences sont tournées dans le désert de Wadi Rum en Jordanie, avec le soutien de la Royal Film Commission. Des reshoots ont lieu en août 2018.
Le 1er juin 2019, une filiale de Disney Royaume-Uni révèle un budget local de 100 millions £ pour la production d’Aladdin dont l'usage des Longcross Studios pour recréer la ville d'Agrabah.

### Musique
La musique du film est composée par Alan Menken, déjà à l’œuvre sur le film d'animation ainsi que sur d'autres productions Disney comme La Petite Sirène, La Belle et la Bête, Pocahontas : Une légende indienne ou encore Raiponce. Courant août 2017, le duo de paroliers Pasek et Paul, qui a précédemment travaillé sur les films à succès La La Land et The Greatest Showman, est annoncé pour écrire de nouvelles chansons, aux côtés de Tim Rice, Alan Menken et Nas Nukas. La musique du film rendra également hommage à Howard Ashman, l'un des paroliers du film de 1992, qui a longuement travaillé avec Alan Menken.
La plupart des chansons du film originale de 1992. Le film contient cependant la chanson inédite Parler (Speechless en anglais), interprétée par Hiba Tawaji en français (Naomi Scott en anglais). Le 23 mai 2019, Walt Disney Pictures a présenté la chanson Parler (Speechless en anglais) prévue pour le dessin animé Aladdin de 1992 mais intégrée au film Aladdin (2019).
Liste des titres de l'album
Toutes les chansons sont écrites et composées par Alan Menken.
| 1.    | Arabian Nights (2019)         | Will Smith                   | 3:13 |
| 2.    | One Jump Ahead                | Mena Massoud                 | 2:55 |
| 3.    | One Jump Ahead (Reprise)      | Mena Massoud                 | 1:00 |
| 4.    | Speechless (Part 1)           | Naomi Scott                  | 1:17 |
| 5.    | Friend Like Me                | Will Smith                   | 2:35 |
| 6.    | Prince Ali                    | Will Smith                   | 3.29 |
| 7.    | A Whole New World             | Mena Massoud & Naomi Scott   | 2:55 |
| 8.    | One Jump Ahead (Reprise 2)    | Mena Massoud                 | 1:06 |
| 9.    | Speechless (Part 2)           | Naomi Scott                  | 2:24 |
| 10.   | A Whole New World (End Title) | Zayn Malik feat. Zhavia Ward | 4:02 |
| 11.   | Friend Like Me (End Title)    | Will Smith feat. DJ Khaled   | 2:39 |
| 12.   | Speechless (Full)             | Naomi Scott                  | 3:28 |
| 13.   | The Big Ship                  |                              | 1:17 |
| 14.   | Agrabah Marketplace           |                              | 1:53 |
| 15.   | Aladdin’s Hideout             |                              | 1:55 |
| 16.   | Jasmine Meets Prince Anders   |                              | 0:34 |
| 17.   | Breaking In                   |                              | 1:46 |
| 18.   | Returning the Bracelet        |                              | 0:58 |
| 19.   | The Dunes                     |                              | 0:36 |
| 20.   | Simple Oil Lamp               |                              | 0:52 |
| 21.   | The Cave of Wonders           |                              | 2:43 |
| 22.   | The Basics                    |                              | 1:38 |
| 23.   | Escape from the Cave          |                              | 1:09 |
| 24.   | Prince Ali's Outfit           |                              | 2:18 |
| 25.   | Until Tomorrow                |                              | 2:03 |
| 26.   | Aladdin's Second Wish         |                              | 2:08 |
| 27.   | Never Called a Master Friend  |                              | 2:25 |
| 28.   | Harvest Dance                 |                              | 2:26 |
| 29.   | Jafar Becomes Sultan          |                              | 0:57 |
| 30.   | Hakim's Loyalty Tested        |                              | 1:14 |
| 31.   | Most Powerful Sorcerer        |                              | 1:28 |
| 32.   | Carpet Chase                  |                              | 1:49 |
| 33.   | Jafar Summons the Storm       |                              | 1:20 |
| 34.   | Jafar's Final Wish            |                              | 3:37 |
| 35.   | Genie Set Free                |                              | 5:36 |
| 36.   | The Wedding                   |                              | 1:11 |
| 37.   | Friend Like Me (Finale)       | Alan Menken feat. Smith      | 1:31 |
| 76:27 |                               |                              |      |

- Nuits d'Arabie (Arabian Nights) - Marinier
- Je vole ou Pour une bouchée de pain au Québec (One Jump Ahead) - Aladdin, les gardes et des habitants d'Agrabah
- Je vole ou Pour une bouchée de pain au Québec (One Jump Ahead), reprise - Aladdin
- Parler (Speechless), première partie - Jasmine
- Je suis ton meilleur ami ou Un ami comme moi au Québec (Friend Like Me) - Génie
- Prince Ali - Génie et la parade du Prince Ali
- Ce rêve bleu ou Un nouveau monde au Québec (A Whole New World) - Aladdin et Jasmine
- Je vole (One Jump Ahead), deuxième reprise - Aladdin
- Parler (Speechless), deuxième partie - Jasmine
- Je suis ton meilleur ami ou Un ami comme moi au Québec (Friend Like Me),final - Génie
- A Whole New World - Générique de fin
- Friend Like Me - Générique de fin

À la sortie de la bande-annonce, les chansons Ce rêve bleu et Je suis ton meilleur ami figuraient également sur la version québécoise. En raison du mécontentement des fans, une nouvelle bande-annonce du film est sortie avec Un nouveau monde. Pour le film, les chansons Un nouveau monde, Pour une bouchée de pain, Un ami comme moi et Nuits d'Arabie sont présentes sur la version québécoise avec quelques paroles empruntées à la version française. La chanson Prince Ali est la même dans les deux versions.

## Accueil

### Critique
Le film reçoit des critiques mitigées. Sur l'agrégateur américain Rotten Tomatoes, il récolte 57% d'opinions favorables pour 387 critiques. Sur Metacritic, il obtient une note moyenne de 53⁄100 pour 50 critiques.
En France, le film obtient une note moyenne de 3,2⁄5 sur le site Allociné, qui recense 16 titres de presse. Pour Le Figaro, le film est une « adaptation en comédie musicale réussie de ce classique de l’animation ». Selon Le Parisien, Aladdin « innove en imaginant des séquences qui semblent tout droit sorties d’un film de Bollywood ».

### Box-office
Le 3 juin 2019, Aladdin — avec près 450 millions d'USD de recettes à l'international depuis sa sortie en mai permet — à Walt Disney Studios de dépasser les 5 milliards d'USD au box-office. Le 11 juin, le film dépasse les 600 millions d'USD de recettes à l'international. Le 20 juin 2019, Aladdin dépasse les 750 millions d'USD de recettes mondiales et ouvre la voie à de possibles remakes des suites comme Le Retour de Jafar ou le Roi des voleurs. Le 23 juin 2019, Aladdin atteint les 810 millions d'USD de recettes mondiales. Le 5 juillet 2019, le film dépasse les 900 millions d'USD de recettes à international. Le 26 juillet 2019, le film dépasse le milliard d'USD de recettes mondiales après deux mois en salles devenant le quatorzième film de Disney a atteindre cette somme,.
| Pays ou région        | Box-office        | Date d'arrêt du box-office | Nombre de semaines |
| --------------------- | ----------------- | -------------------------- | ------------------ |
| États-Unis Canada     | 355 559 216 $     | 24 octobre 2019            | 22                 |
| France                | 2 510 813 entrées | 18 août 2019               | 17                 |
| Allemagne             | 1 995 535 entrées | 18 août 2019               | 13                 |
| Italie                | 2 413 384 entrées | 18 août 2019               | 13                 |
| Espagne               | 4 715 633 entrées | 18 août 2019               | 13                 |
| Total hors États-Unis | 698 744 784 $     | 24 octobre 2019            | 22                 |
| Total mondial         | 1 054 304 000 $   | 24 octobre 2019            | 22                 |

## Distinctions

### Récompenses
- Saturn Awards 2019 : Meilleurs costumes

- Teen Choice Awards 2019 :
  - Meilleure bande originale pour A Whole New World (Zayn Malik et Zhavia Ward (en)) ;
  - Meilleur film de Science-fiction ou Fantastique ;
  - Meilleur acteur dans un film de Science-fiction ou Fantastique pour Will Smith ;
  - Meilleure actrice dans un film de Science-fiction ou Fantastique pour Naomi Scott ;

### Nominations
- Saturn Awards 2019 :
  - Meilleur film fantastique
  - Meilleure réalisation
  - Meilleurs décors
  - Meilleur Montage
  - Meilleure Musique
  - Meilleurs costumes
  - Meilleurs effets spéciaux
  - Meilleur acteur dans un second rôle pour Will Smith
  - Meilleure actrice dans un second rôle pour Naomi Scott
- Teen Choice Awards 2019 :
  - Meilleur acteur dans un film de Science-fiction ou Fantastique pour Mena Massoud ;
  - Meilleur vilain pour Marwan Kenzari ;
- Golden Trailer Awards (2019) : Meilleure affiche de blockbuster d'été
- Critics' Choice Movie Awards 2020 : Meilleure chanson originale pour Speechless

Costume Designers Guild Awards (2020) : Meilleurs costumes de film fantastique
- Kids' Choice Awards 2020 :
  - Film préféré
  - Acteur de film préféré pour Will Smith

## Suite
Début février 2020, une suite est annoncée. Écrite par John Gatins et Andrea Berloff, cette suite ne sera pas liée aux suites en vidéofilms du film de 1992 : Le Retour de Jafar (1994) et Aladdin et le Roi des voleurs (1996). En mai 2022, il est annoncé que Will Smith ne reprendra pas son role du génie, à la suite de la polémique concernant la gifle donnée par Will Smith à Chris Rock lors de la cérémonie des oscars 2022[réf. nécessaire].